# Foho Manasu
Der Foho Manasu (kurz: Manasu) ist ein Berg in der osttimoresischen Gemeinde Bobonaro. Er liegt im Osten des Sucos Purugua (Verwaltungsamt Cailaco), in der Aldeia Heda, und hat eine Meereshöhe von 272 m. Nördlich liegt der Foho Serelau, östlich fließt der Marobo.